# Ичиџи Отани
Ичиџи Отани (јап. 大谷 一二; 31. август 1912 — 23. новембар 2007) био је јапански фудбалер.

## Репрезентација
За репрезентацију Јапана дебитовао је 1934. године. За тај тим је одиграо 3 утакмице и постигао 1 гол.

## Статистика
| Јапан  | Јапан   | Јапан  |
| Година | Наступи | Голови |
| ------ | ------- | ------ |
| 1934.  | 3       | 1      |
| Укупно | 3       | 1      |